# Округ Бингам (Ајдахо)
Бингам (енгл. Bingham County) је округ у америчкој савезној држави Ајдахо.

## Демографија
По попису из 2010. године број становника је 45.607, што је 3.872 (9,3%) становника више него 2000. године.
| Група             | 2000.          | 2010.          |
| Белци             | 32.824 (78,6%) | 34.176 (74,9%) |
| Афроамериканци    | 70 (0,2%)      | 105 (0,2%)     |
| Азијати           | 236 (0,6%)     | 285 (0,6%)     |
| Хиспаноамериканци | 5.550 (13,3%)  | 7.864 (17,2%)  |
| Укупно            | 41.735         | 45.607         |